# Joo Min-kyu
Đây là một tên người Triều Tiên, họ là Joo.
Joo Min-kyu (tiếng Hàn: 주민규; sinh ngày 13 tháng 4 năm 1990) là một cầu thủ bóng đá Hàn Quốc hiện tại thi đấu cho Ulsan HD.

## Sự nghiệp
Joo được lựa chọn bởi Goyang Hi FC ở đợt tuyển quân K League Challenge 2014 sau khi tốt nghiệp từ Đại học Hanyang.